# Stadtreinigung
Stadtreinigung ist ein Oberbegriff, der die kommunalen Aufgaben zur Gewährleistung der Sauberkeit und Sicherheit des öffentlichen Raumes Straßenreinigung, Winterdienst und Müllabfuhr zusammenfasst. In größeren Städten übernehmen dies Stadtreinigungsbetriebe z. B. Stadtreinigung Hamburg oder Berliner Stadtreinigung. In kleineren Gemeinden können die verschiedenen Aufgaben auf verschiedene Betriebe z. B. Grünflächenamt oder Straßenbauamt verteilt sein.